# 里奇蘭 (密歇根州)
里奇蘭（英語：Richland）是位於美國密歇根州卡拉馬祖縣里奇蘭鎮區的一個村。

## 人口
根據2020年美國人口普查的數據，里奇蘭的面積為2.63平方千米，當中陸地面積為2.63平方千米，而水域面積為0.00平方千米。當地共有人口946人，而人口密度為每平方千米359人。